# Triefenstein (Triefenstein)
Triefenstein  ist ein Gemeindeteil des Marktes Triefenstein im unterfränkischen Landkreis Main-Spessart in Bayern. In der Ortsdatenbank des bavarikon trägt der Ort die topographische Angabe Kloster.
Der Ort liegt auf der Gemarkung Trennfeld. Nördlich des Ortes fließt ein Graben dem Main entgegen.
Der Ort besteht aus dem ehemaligen Augustiner-Chorherrenstift Kloster Triefenstein, in dem die Christusträger-Brüder leben. Durch Triefenstein führt der Fränkische Marienweg.